# Хосе Мануель Очоторена
Хосе Мануель Очоторена (ісп. José Manuel Ochotorena, нар. 16 січня 1961, Сан-Себастьян) — іспанський футболіст, що грав на позиції воротаря.
Насамперед відомий виступами за клуби «Реал Мадрид» та «Валенсія», а також національну збірну Іспанії.
Триразовий чемпіон Іспанії. Дворазовий володар Кубка УЄФА.

## Клубна кар'єра
Народився 16 січня 1961 року в місті Сан-Себастьян. Вихованець футбольної школи клубу «Реал Мадрид». Дорослу футбольну кар'єру розпочав 1984 року в основній команді того ж клубу, в якій провів чотири сезони, взявши участь у 29 матчах чемпіонату.  За цей час тричі виборював титул чемпіона Іспанії, ставав володарем Кубка УЄФА (двічі).
Своєю грою за цю команду привернув увагу представників тренерського штабу клубу «Валенсія», до складу якого приєднався 1988 року. Відіграв за валенсійський клуб наступні чотири сезони своєї ігрової кар'єри. Більшість часу, проведеного у складі «Валенсії», був основним голкіпером команди.
Згодом з 1992 по 1995 рік грав у складі команд клубів «Тенерифе» та «Логроньєс».
Завершив професійну ігрову кар'єру у клубі «Расінг», за команду якого виступав протягом 1995—1996 років.

## Виступи за збірну
У 1989 році дебютував в офіційних матчах у складі національної збірної Іспанії. Протягом кар'єри у національній команді, яка тривала усього 1 рік, провів у формі головної команди країни 1 матч.
У складі збірної був учасником чемпіонату світу 1990 року в Італії.

## Титули і досягнення
- Чемпіон Іспанії (3):

«Реал Мадрид»:  1985–86, 1986–87, 1987–88
- Володар Кубка УЄФА (2):

«Реал Мадрид»:  1984–85, 1985–86
- Володар Кубка іспанської ліги (1):

«Реал Мадрид»:  1985